# Sverige i olympiska vinterspelen 2006
Sverige deltog i Olympiska vinterspelen 2006 i Turin med hopp om att ta hem den första guldmedaljen sedan OS i Lillehammer 1994. Dessa förhoppningar infriades av Lina Andersson och Anna Dahlberg som knep guldmedaljen före Kanada i sprintstafett. Bara några minuter efter detta lyckades herrarna, Björn Lind och Thobias Fredriksson, med samma prestation i samma gren. 

Trots att landet misslyckats med bragden att ta en guldmedalj under de senaste olympiska spelen, är Sverige sjunde nation i listan över olympiska vinterguld med 39 guldmedaljer, och den italienska tidningen La Gazzetta dello Sport har rankat Sverige bland favoriterna i tolv grenar. Sverige skickade 106 aktiva svenskar som fick tävla i åtta av de femton olympiska sporterna. 
Anja Pärson bar Sveriges fana vid invigningen.
Dessa olympiska vinterspel blev Sveriges mest framgångsrika genom tiderna om man räknar till antal guld. Dock var det rekord i antal grenar och medaljer i vinter-OS 2006. Jämförbart med vinter-OS 1948 där Sverige tog 10 medaljer, var det 68 medaljer(varav 22 guld) som stod på spel men i vinter OS 2006 var det 252 medaljer(varav 84 guld) som delades ut. Å andra sidan var det exempelvis vid vinter-OS 1948 28 länder och 669 som tävlade, medan i OS 2006 var det 80 länder och 2508 tävlande.

## Medaljer
|         | Guld | Silver | Brons | Totalt |
| ------- | ---- | ------ | ----- | ------ |
| Sverige | 7    | 2      | 5     | 14     |

### Guld
- Anna Dahlberg/Lina Andersson - Längdskidåkning:Sprintstafett
- Thobias Fredriksson/Björn Lind - Längdskidåkning:Sprintstafett
- Björn Lind - Längdskidåkning: Sprint
- Anja Pärson - Alpin utförsåkning: Slalom
- Anette Norberg, Eva Lund, Cathrine Lindahl, Anna Svärd, Ulrika Bergman - Curling
- Anna Carin Olofsson - Skidskytte: Masstart 12,5 km
- Tre Kronor - Ishockey, herrar

### Silver
- Anna Carin Olofsson - Skidskytte:Sprint, 7,5 kilometer
- Damkronorna - Ishockey, damer

### Brons
- Anja Pärson - Alpin utförsåkning: Störtlopp
- Anja Pärson - Alpin utförsåkning: Kombination
- Mats Larsson, Johan Olsson, Anders Södergren, Mathias Fredriksson - Längdskidåkning:Stafett 4х10 km
- Thobias Fredriksson - Längdskidåkning:Sprint
- Anna Ottosson - Alpin utförsåkning: Storslalom

## Sverigestrupp tillolympiska vinterspelen 2006
Curling:
 Damer: Anette Norberg, Eva Lund, Cathrine Lindahl, Anna Svärd, Ulrika Bergman. 
Herrar: Peja Lindholm, Tomas Nordin, Magnus Swartling, Peter Narup, Anders Kraupp.
Ishockey
Damer: 
- 1 Cecilia Andersson, målvakt
- 3 Frida Nevalainen, forward
- 4 Jenni Asserholt, back
- 7 Maria Rooth, forward  - (A)
- 8 Erika Holst, forward  - (C)
- 9 Anna Vikman, forward
- 12 Jenny Lindqvist, forward
- 15 Katarina Timglas, forward
- 16 Pernilla Winberg, forward
- 17 Ann-Louise Edstrand, forward
- 18 Kristina Lundberg, forward
- 19 Emelie O'Konor, forward
- 21 Joa Elfsberg, back
- 22 Emma Eliasson, back
- 23 Gunilla Andersson, back  - (A)
- 24 Nanna Jansson, forward
- 25 Therése Sjölander, forward
- 27 Ylva Lindberg, back
- 28 Danijela Rundqvist, forward
- 30 Kim Martin, målvakt

Herrar:
- 1 Stefan Liv, målvakt
- 2 Mattias Öhlund, back
- 5 Nicklas Lidström, back - (A)
- 7 Niklas Kronwall, back
- 8 Christian Bäckman, back
- 11 Daniel Alfredsson, forward - (A)
- 12 Daniel Sedin, forward
- 13 Mats Sundin, forward - (C)
- 15 Niclas Hävelid (ersättare till Kim Johnsson), back
- 20 Henrik Sedin, forward
- 21 Peter Forsberg, forward
- 22 Per-Johan Axelsson, forward
- 23 Ronnie Sundin (ersättare till Mattias Norström), back
- 26 Samuel Påhlsson, forward
- 29 Kenny Jönsson, back
- 32 Mikael Tellqvist, målvakt
- 33 Fredrik Modin, forward
- 34 Daniel Tjärnqvist (ersättare till Niklas Kronwall), back
- 35 Henrik Lundqvist, målvakt
- 37 Mikael Samuelsson, forward
- 40 Henrik Zetterberg, forward
- 51 Mika Hannula, forward
- 72 Jörgen Jönsson, forward
- 96 Tomas Holmström (ersättare till Markus Näslund), forward

Värt att notera: Niklas Kronwall blev uttagen till OS-truppen, men tvingades avböja p.g.a. en envis knäskada. Men efter kvartsfinalen mot Schweiz i herrarnas ishockeyturnering tvingades Mattias Öhlund p.g.a. en hård tackling in i sargen av Patric Della Roosa. Niklas Kronwall återinkallades till OS-truppen, tillsammans med Jonathan Hedström och Mattias Norström, som återhämtade sig efter hjärnskakningen som gjorde att han missade OS.
Konståkning:
Kristoffer Berntsson.
Skidor, alpint:
Therese Borssén, Janette Hargin, Jessica Lindell Vikarby, Anna Ottosson, Maria Pietilä Holmner, Anja Pärson, Nike Bent, Johan Brolenius, Patrik Järbyn, Markus Larsson, André Myhrer, Fredrik Nyberg, Martin Hansson.
Skidor, freestyle, puckelpist:
Sara Kjellin, Jesper Björnlund, Fredrik Fortkord, Per Spett.
Snowboard, alpint:
Daniel Biveson, Filip Fischer, Richard Richardsson, Sara Fischer, Aprilia Hägglöf. Halfpipe: 
Stefan Karlsson, Mikael Sandy, Micael Lundmark, Anna Olofsson. 
Boardercross:
Mattias Blomberg, Jonte Grundelius, Jonatan Johansson, Maria Danielsson.
Skidor, längd:
Lina Andersson, Elin Ek, Emelie Öhrstig, Anna Dahlberg, Britta Norgren, Mathias Fredriksson, Thobias Fredriksson, Peter Larsson, Jörgen Brink, Björn Lind, Mats Larsson, Johan Olsson, Anders Södergren, Anna-Karin Strömstedt, Fredrik Östberg, Mikael Östberg.
Skidskytte:
Anna Carin Olofsson, Carl-Johan Bergman, Björn Ferry, David Ekholm, Mattias Nilsson, Jakob Börjesson.
Skridsko:
Johan Röjler, Erik Zachrisson.

## Sverige om att arrangera Vinter-OS
Efter den mycket stora framgången i OS i Turin föddes tankar på att ansöka om att få arrangera de Olympiska vinterspelen.